# مقبرة أورنكزيب
مقبرة أورنكزيب هي إحدى المقابر الأثريَّة العائدة للعصر المغولي، وهي تضم رفات سادس سلاطين مغول الهند أبو المُظفَّر أورنكزيب عالمكير. تقع في بلدة خُلد آباد بمنطقة أورنك آباد بولاية مَهَارَشترة الهنديَّة. تتناقض المقبرة مع نظيراتها السابقة، فهي بسيطة البناء والقبر نفسه مكشوف، عكس المقابر الفخمة لآباء وأجداد أورنكزيب، من شاكلة تاج محل، وسبب ذلك أنَّ هذا السُلطان أوصى بأن لا تُبنى قبَّة على قبره، وأن يُسارع في دفنه بأقرب مقبرةٍ للمُسلمين.
تبعد المقبرة عن أورنك آباد أربعة وعشرين كيلومترًا، وموضعها الزاوية الجنوبيَّة الشرقيَّة من دركاه العالم المُتصوِّف زين الدين داود بن حُسين الشيرازي.

## حواشٍ
- ^ أ: لم يُذكر التاريخ الدقيق كاملًا وفق التقويم الهجري في المراجع المُستخدمة في هذه المقالة، وإنَّما حُدِّد باستخدام مُحوِّل التاريخ في موقع «نداء الإيمان» نظرًا لأنَّ تاريخ التأسيس وفق التقويم الميلادي ذُكر كاملًا. ذُكرت هذه المعلومة في هذه الحاشية لإتمام الفائدة.